# Томский сельсовет
То́мский сельсове́т — сельское поселение в Серышевском районе Амурской области.
Административный центр — село Томское.

## История
24 января 2005 года в соответствии с Законом Амурской области № 425-ОЗ муниципальное образование наделено статусом сельского поселения.

## Население
| 2002  | 2010  | 2011  | 2012  | 2013  | 2014  | 2015  |
| ----- | ----- | ----- | ----- | ----- | ----- | ----- |
| 2709  | ↗3995 | ↘3993 | ↘3943 | ↘3911 | ↘3852 | ↗3893 |
| 2016  | 2017  | 2018  | 2021  |       |       |       |
| ↗3925 | ↗3969 | ↗4034 | ↘3810 |       |       |       |

## Состав сельского поселения
| № | Населённый пункт | Тип населённого пункта       | Население |
| - | ---------------- | ---------------------------- | --------- |
| 1 | Белогорка        | село                         | ↗333      |
| 2 | Бочкарёвка       | село                         | ↗1049     |
| 3 | Красная Поляна   | село                         | ↗154      |
| 4 | Тавричанка       | село                         | ↘295      |
| 5 | Томское          | село, административный центр | ↗2088     |
| 6 | Украина          | железнодорожная станция      | ↗74       |
| 7 | Хитровка         | село                         | ↗115      |